# Iron Maze
Pour plus de détails, voir Fiche technique et Distribution.
Iron Maze est un film américano-japonais réalisé par Hiroaki Yoshida, sorti en 1991.

## Synopsis
Un japonais rachète toute une partie d'une ville aux États-Unis, mais est trouvé battu à mort dans les vestiges d'une usine d'acier qu'il veut transformer en parc de loisirs. Le shérif mène l'enquête, et les témoins ont de curieuses façons de rapporter les faits.

## Fiche technique
- Titre original : Iron Maze
- Autre titre français : Labyrinthe infernal (version DVD)
- Scénario : Hiroaki Yoshida et Tim Metcalfe, d'après le roman In a Grove de Ryunosuke Akutagawa
- Production : Ilona Herzberg, Taiiichi Inoue, Katsumi Kimura, Edward R. Pressman, Oliver Stone, Hidenori Taga, Hidenori Ueki, Janet Yang
- Musique : Stanley Myers
- Photographie : Morio Saegusa
- Montage : Bonnie Koehler
- Sociétés de production : J&M Entertainment, Kitty Films, TYO Productions
- Pays :  Japon /  États-Unis
- Langue : anglais, japonais
- Couleur
- Son : Dolby
- Classification : USA : R (sexualité et violence)
- Durée : 104 minutes
- Date de sortie : 10 octobre 1991

## Distribution
- Jeff Fahey : Barry Mikowski
- Bridget Fonda : Chris Sugita
- Hiroaki Murakami : Sugita
- J. T. Walsh : Jack Ruhle
- John Randolph : Peluso, maire
- Peter Allas : Eddie
- Gabriel Damon : Mikey
- Carmen Filpi : Charlie
- Francis John Thornton : Womack

## Récompenses et distinctions
- Primé au festival international du film de Tokyo en 1991 pour le meilleur script (Best Screenplay Award) en faveur de Tim Metcalfe
- Nommé au festival du film de Sundance en 1991 en vue du prix du grand jury dans la catégorie dramatique en faveur de Hiroaki Yoshida